# シー・フー・ウィープス
『シー・フー・ウィープス』（She Who Weeps）は、アメリカ合衆国の歌手カサンドラ・ウィルソンが1991年に発表した5作目のスタジオ・アルバム。

## 背景
ジャン＝ポール・ブレリーが共同プロデューサーに起用され、ブレリーはタイトル曲の演奏にも参加した。本作に参加したベーシストの一人、ハーマン・フォークスはウィルソンの父親で、1953年にはトランペット・レコードで行われたサニー・ボーイ・ウィリアムソンIIやジェリー・マッケインの録音に参加している。「エンジェル」は、アレサ・フランクリンが1973年にシングル・ヒットさせた曲のカヴァー。

## 反響・評価
アメリカでは総合アルバム・チャートのBillboard 200には入らなかったが、『ビルボード』のジャズ・アルバム・チャートでは自身2度目のトップ10入りを果たし、最高7位を記録した。
スコット・ヤナウはオールミュージックにおいて5点満点中3点を付け「大部分の曲では、この歌手と親交のあるスティーヴ・コールマンらM-BASEのプレイヤーから引き継いだフリー・ファンクのリズムが、なおも導入されている」と評している。また、John Fordhamは本作のリイシュー時に「ガーディアン」紙のレビューで5点満点中3点を付け、タイトル曲に関して「ジャン＝ポール・ブレリーのギター（来るべきウィルソンの方向性の変化を暗示している）に対抗して歌われる、ダークで心に訴える"Summertime"風の子守唄」と評している。

## 収録曲
1. アイコニック・メモリーズ - "Iconic Memories" (Cassandra Wilson) - 5:07
2. チェルシー・ブリッジ - "Chelsea Bridge" (Billy Strayhorn) - 6:34
3. アウト・ラウド - "Out Loud (Jeris' Blues)" (Steve Coleman, C. Wilson) - 4:23
4. シー・フー・ウィープス - "She Who Weeps" (Mary Fowlkes) - 3:31
5. エンジェル - "Angel" (Carolyn Franklin, Sonny Saunders) - 4:42
6. ボディ・アンド・ソウル - "Body and Soul" (Johnny Green, Edward Heyman, Robert Sour, Frank Eyton) - 10:47
7. ニュー・アフリカン・ブルース - "New African Blues" (C. Wilson) - 5:32

## 参加ミュージシャン
- カサンドラ・ウィルソン - ボーカル、ドラムマシン・プログラミング、タンブリン
- ロッド・ウィリアムス - ピアノ (4.を除く全曲)
- ジャン＝ポール・ブレリー - ギター (on 4.)、ギターシンセサイザー (on 4.)
- ケヴィン・ブルース・ハリス - エレクトリックベース (on 1. 7.)
- レジー・ワシントン - エレクトリックベース (on 2. 3. 5. 6.)
- ハーマン・フォークス - エレクトリックベース (on 4.)
- タニ・タバル - ドラムス (on 1. 7.)
- マーク・ジョンソン - ドラムス (on 2. 5. 6.)